# 丁應賓
丁應賓（1534年—？年），字聘之，號梓州（梓洲），湖廣常德府龍陽縣人，明朝政治人物。

## 生平
嘉靖四十年辛酉科湖广乡试十三名，四十四年（1565）乙丑科会试三百八十一名，廷试三甲六十三名进士。工部观政，本年六月授浙江平湖知县。隆慶二年（1568年）六月升太平府同知，丁忧归。万历三年（1575年）二月起补徽州府。八年（1580年）二月晋雲南大理府知府，當地土司讦讼，丁應賓拒絕贿赂。卒于任。

## 家族
曾祖丁鑰，祖丁永成，父丁奎，训导贈同知；母熊氏，贈宜人。弟應宿；應宸；應寮；應寀；應宦；應寵；應宇；應宣；應宙。